# Lothian (Automarke)
Lothian war eine britische Automobilmarke, die 1920 von WJM Auto Engineers Ltd. in London SW9 gebaut wurde.
Die Wagen besaßen einen Vierzylinder-Reihenmotor mit 1.498 cm³ Hubraum von Coventry-Simplex.

## Quelle
- David Culshaw, Peter Horrobin: The Complete Catalogue of British Cars. 1895–1975. New edition. Veloce Publishing plc., Dorchester 1997, ISBN 1-874105-93-6.